# Валя-Чирешулуй
Валя-Чирешулуй (рум. Valea Cireșului) — село у повіті Телеорман в Румунії. Входить до складу комуни Ботороага.
Село розташоване на відстані 52 км на південний захід від Бухареста, 28 км на північний схід від Александрії, 140 км на схід від Крайови.

## Населення
За даними перепису населення 2002 року у селі проживали 1965 осіб. Усі жителі села рідною мовою назвали румунську.
Національний склад населення села:
| Національність | Кількість осіб | Відсоток |
| -------------- | -------------- | -------- |
| румуни         | 1952           | 99,3%    |
| цигани         | 13             | 0,7%     |